# 燕易王
燕易王（？—前321年），姬姓，燕氏，本名不详，中國戰國時期的燕國君主，燕后文公之子。在位期間稱王。
前333年，燕后文公卒，易王继位。易王初立，《史記》稱齊宣王取燕十城（但兩王的正確在位年代未有重疊），後又歸還。十年，稱王。十二年卒，子噲立。

## 影视形象
- 1997年上映的电视剧《東周列國戰國篇》中，燕易王由王明理飾演。